# Holy Roller
Nel football americano, Holy Roller (conosciuto anche come The Immaculate Deception dai tifosi dei San Diego Chargers) è una controversa giocata della vittoria da parte degli Oakland Raiders contro i San Diego Chargers il 10 settembre 1978, al San Diego Stadium (ora SDCCU Stadium) a San Diego, California. Fu ufficialmente classificata come un fumble in avanti che fu recuperata dal tight end dei Raiders Dave Casper nella end zone per un touchdown, dando la vittoria a Oakland per 21–20. Tuttavia, ci sono state diverse interpretazioni su come questa giocata avrebbe dovuto essere classificata e rimane fonte di controversie tra i tifosi delle squadre coinvolte. La NFL modificò le proprie regole dopo la stagione 1978 per evitare che si ripetesse. 
Se i Chargers avessero vinto la partita, e tutte le altre partite fossero terminate con il loro effettivo risultato, avrebbero raggiunto i playoff rubando il posto agli Houston Oilers in virtù delle regole sugli spareggi. Sia i Chargers che gli Oilers terminarono con un record di 10-6 ma l'ultima gara della stagione vide una vittoria dei Chargers proprio sugli Oilers, così che sarebbero stati in vantaggio. La partita finale Houston-San Diego game avrebbe perciò avuto dirette conseguenze per la qualificazione diretta ai playoff, con la vincente che vi avrebbe avanzato e la perdente che avrebbe chiuso la stagione.

## La giocata
Con 10 secondi al termine della gara, i Raiders avevano il possesso del pallone sulla linea delle 14 yard dei Chargers, in svantaggio 20–14. Il quarterback dei Raiders Ken Stabler ricevette lo snap e si trovò a stare per subire un sack dal linebacker dei Chargers Woodrow Lowe sulla linea delle 24 yard. La palla scivolò dalle mani di Stabler e si mosse in avanti verso la end zone dei Chargers. Il running back dei Raiders Pete Banaszak sembrò provare a recuperarla sulla linea delle 12 yard ma inciampò e la spinse ancora più vicina alla end zone. Il tight end dei Raiders Dave Casper era il giocatore più prossimo all'ovale ma sembrò anche non riuscire a raggiungerlo. Egli colpì il pallone con una mano e con un piede spingendolo nella end zone, dopo lo recuperò cadendovi sopra e segnando il touchdown del pareggio mentre il tempo andava esaurendosi. Con il conseguente extra point del placekicker Errol Mann, i Raiders vinsero 21–20.
Durante la giocata, gli arbitri della partita decretarono l'azione legale perché era impossibile determinare se Banaszak e Casper l'avessero colpita intenzionalmente in avanti, cosa per la quale sarebbe scattata una penalità. La National Football League (NFL) supportò la chiamata dell'arbitro Jerry Markbreit affermando che Stabler aveva commesso un fumble invece di lanciare un passaggio in avanti.
Per anni, Stabler affermò pubblicamente che si era trattato di un fumble. Tuttavia, in un'intervista del 2008 di NFL Films, gli fu chiesto di convincere i cronisti di non avere lanciato in avanti.  Stabler rispose: "No, non posso convincervi perché l'ho fatto. Intendo, cos'altro avrei dovuto fare? Lanciare e vedere che sarebbe successo." Banaszak e Casper inoltre ammisero di avere deliberatamente spinto il pallone verso la end zone.

## Reazioni
In risposta all'Holy Roller, la lega approvò delle nuove regole alla fine di quella stagione, limitando i fumble portati avanti dall'attacco. Se una giocata causa un fumble a meno di due minuti dal termine o in una situazione di quarto down in qualsiasi momento della partita, solo il giocatore che ha commesso il fumble può recuperare il pallone e portarlo avanti. Se i compagni del giocatore che ha commesso il fumble recuperano la palla in una di queste situazioni, questa deve essere posta nel punto del fumble, a meno che non sia stata recuperata perdendo yard, nel qual caso va posizionata nel punto di recupero.
La giocata dell'Holy Roller fu citata direttamente il 14 dicembre 2014 in risposta a una giocata decisiva nella sconfitta dei Green Bay Packers contro i Buffalo Bills. Quando Aaron Rodgers perse il pallone dopo una manata di Mario Williams, questo rotolò indietro nella end zone fermandosi completamente; il running back dei Packers Eddie Lacy la raccolse e provò a correre ma l'arbitro decretò l'azione conclusa, dichiarando una safety per Buffalo. Il direttore degli arbitri della NFL affermò che dal momento che erano in vigore le regole post-Holy Roller, l'unica persona che avrebbe potuto recuperare il fumble e portare il pallone avanti era colui che aveva commesso il fumble (Rodgers) e che la safety era la chiamata corretta.